# Claudio Milar
Roberto Claudio Milar Decuadra (ur. 6 kwietnia 1974 w Chuy, zm. 16 stycznia 2009 w Canguçu) – urugwajski piłkarz z obywatelstwem brazylijskim występujący na pozycji napastnika.

## Kariera
W polskiej ekstraklasie debiutował 12 marca 2000 w meczu ŁKS z Wisłą Płock. Grał w barwach łódzkiego klubu wiosną sezonu 1999/2000. Do polskiej I ligi powrócił w 2004. Grając w barwach Pogoni Szczecin, stał się jej gwiazdą. W polskiej I lidze rozegrał 43 mecze i zdobył 13 bramek.
Po odejściu z Pogoni znalazł zatrudnienie w brazylijskim klubie Grêmio Esportivo Brasil, w którym grał już wcześniej kilka sezonów.

### Śmierć
Zginął 16 stycznia 2009 r. w Brazylii w wypadku autokaru, gdy jego drużyna wracała z towarzyskiego meczu z Santa Cruz FC. Śmierć ponieśli też obrońca Regis oraz trener bramkarzy Giovane Guimaraes.